# Free German League of Culture in Great Britain
Free German League of Culture in Great Britain (FGLC), auch Freier Deutscher Kulturbund in England, Freier Deutscher Kulturbund in Großbritannien (FDKB) oder Freier Deutscher Kulturbund – Großbritannien war eine Organisation deutscher Emigranten im Vereinigten Königreich, die von 1939 bis 1945 bestand. Der Kulturbund verstand sich als überparteilich, hatte aber enge Verbindungen zur KPD.

## Geschichte und Aktivitäten
Gegründet wurde sie im März 1939 auf Initiative deutscher Kommunisten, darunter Johann Fladung,
Jürgen Kuczynski, Marguerite Kuczynski und Hans Schellenberger. Sein erster Präsident war der Schriftsteller Hans Flesch-Brunningen. 1942 oder 1943 wurde er von Fladung abgelöst.
Die Gründungsversammlung fand im Haus der Quäker in London statt. Schon im ersten Jahr wuchs die Organisation auf über tausend Mitglieder und gründete eine Schriftsteller-, eine Maler- und eine Kabarettgruppe „24 schwarze Schafe“. Auf den Veranstaltungen sprachen u. a. Alfred Kerr, Oskar Kokoschka, J. B. Priestley, Ludwig Renn, Henry Wickham Steed, Berthold Viertel und Stefan Zweig.
1939 veranstaltete sie in der Londoner Wertheim Gallery die Erste Gruppenausstellung deutscher, österreichischer und tschechoslowakischer Maler und Bildhauer.
Ab Januar 1940 hatte der Freie Deutsche Kulturbund ein Clubhaus in der Upper Park Road 36 im Londoner Stadtteil Hampstead. Das Haus war dem Kulturbund von der anglikanischen Kirche zur Verfügung gestellt worden und verfügte neben Veranstaltungsräumen, einer Bücherei, einem Café und einem Restaurant auch über ein kleines Theater.
Von 1940 bis 1945 erschien die Zeitschrift Freie deutsche Kultur als Mitteilungsblatt des Kulturbundes, von November 1941 bis zur Einstellung redigiert von Max Zimmering.
Im Sommer 1942 eröffnete der Freie Deutscher Kulturbund in London die von der Sektion der bildenden Künstler unter Leitung Heinz Worners konzipierte Ausstellung „Allies inside Germany“, die danach als Wanderausstellung unter dem Titel „We accuse – Ten years of Hitler Fascism“ an vielen Orten in Britannien gezeigt wurde:

„Sie informierte über die Lage in Deutschland, über Verfolgung, Unterdrückung und den Widerstand in allen seinen Facetten, vom bürgerlichen und religiös motivierten Widerstand bis hin zu den Untergrundaktivitäten von Sozialdemokraten und Kommunisten. Diese Ausstellung gehörte neben einem bisher kaum beachteten Aufruf des FDKB zur Wiedergutmachung des Unrechts an den europäischen Juden zu den bemerkenswertesten Aktivitäten der im Freien Deutschen Kulturbund in Großbritannien organisierten deutschen Emigranten.“

1943 kam es zu einer gegen die kommunistische Dominanz des FDKB gerichtete Abspaltung, die fortan unter dem Namen Club 1943 firmierte und auch nach dem Ende des Zweiten Weltkriegs (später mit dem Namenszusatz Anglo-German Cultural Forum) arbeitete. Anlass für diese Abspaltung war eine von Alfred Meusel in einer FDKB-Sitzung eingebrachte Resolution, mit der Winston Churchill aufgefordert werden sollte, umgehend eine „zweite Front“ zu eröffnen, um die von den Deutschen angegriffene Sowjetunion zu entlasten. Dies wurde von einigen Mitgliedern des FKBD als unzulässige Einmischung in die britische Kriegspolitik angesehen, was als Ersten Alfred H. Unger bewog, den FDKB zu verlassen. Unger schlossen sich schnell andere Emigranten an:

“According to Unger, the playwright Hans José Rehfisch, who had also resigned from the FGLC, came to see him on 1 January 1943. When they considered forming a breakaway association, they simply named it after the dawning New Year. The founding members of Club 1943 included some of the cream of the refugee community’s intellectual and artistic talent: alongside Rehfisch, its first chairman, and Unger, these included writers like the latter’s brother Wilhelm and Hans Flesch, the painter Fred Uhlman, the journalist and literary scholar Grete Fischer, the theatre critic Monty Jacobs, the lawyer Hermann Friedmann, the theatre owner Arthur Hellmer, the literary historian of the exiled writers Wilhelm Sternfeld and the theatre producer, author and philosopher Karl Wollf (so spelt). Those admitted to the Club early on included the poet Erich Fried, the Goethe biographer Richard Friedenthal, the journalist Hans Jäger and – after a spat characteristic of the Club – the novelist Gabriele Tergit.”

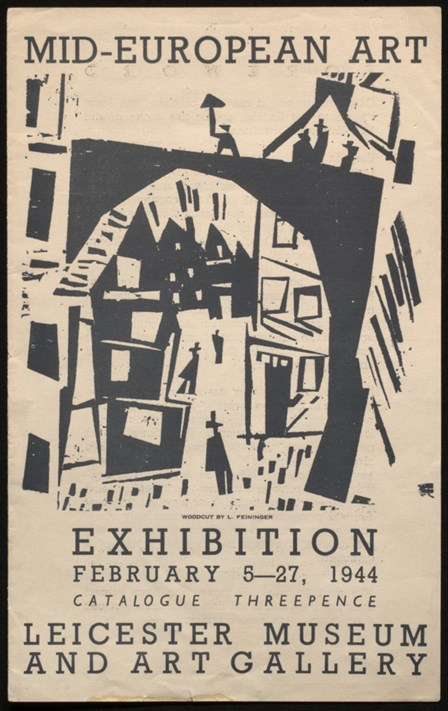
Katalog Cover zur Kunstausstellung Mid-European Art in Leicester 1944. Mit einem Holzschnitt von Lyonel Feininger Straße unter einer Brücke.

Trotz dieser internen Auseinandersetzungen und dem Verlust prominenter Mitstreiter spielte der FKBD weiterhin eine wichtige Rolle unter den deutschsprachigen Emigranten in Großbritannien. In den Jahren 1943/1944 war er Initiator und wichtiger Unterstützer von Aktionen zu Gunsten deutscher Emigrantenkinder und deren Vorbereitung auf eine Rückkehr nach Deutschland nach dem Ende des Krieges und konnte mit ihnen an die Erfolge mit der vorangegangenen Ausstellung „Allies inside Germany“ anknüpfen.
Vom 5. bis 27. Februar 1944 fand in der Leicester Museum & Art Gallery eine Kunstausstellung mit dem Titel Mid-European Art statt. Die Ausstellung wurde von Trevor Thomas, Thekla Hess und ihrem Sohn Hans organisiert. Es wurden 62 Kunstwerke von bekannten Künstlern wie Lyonel Feininger, Erich Heckel, Wassily Kandinsky, Käthe Kollwitz, Lesser Ury, Max Liebermann, August Macke, Franz Marc, Emil Nolde und anderen ausgestellt.

## Die Theydon Bois School
Die Theydon Bois School wurde gegen Ende des Zweiten Weltkriegs, vermutlich 1943, auf Initiative des Freien Deutschen Kulturbundes gegründet und von Hans Schellenberger geleitet. Einige wenige Hinweise über Schellenberger finden sich bei Feidel-Mertz und Schnorbach: „Schellenberger, Johann, geb. 1907. Lehrer. KPD. 1933-35 Haft. März 1936 Emigration CSR. Führendes Mitglied in der tschechoslowakischen Landesgruppe der Union des instituteurs allemands émigrés. Ausgebürgert 1938 auf Liste 31. 1940 England. Mitarbeit in der Landesgruppe deutscher Gewerkschafter in GB und im Freien Deutschen Kulturbund in GB.“
Der Name Theydon Bois School könnte ein Hinweis auf das Dorf Theydon Bois im District Epping Forest in der Grafschaft Essex sein, wenige Kilometer nordwestlich von London. Dort befand sich nach dem Ende des Spanischen Bürgerkriegs eine Kolonie für baskische Kinder, die ähnlich den Kindertransporten, 1937 aus Spanien nach England gebracht worden waren. Ob die Theydon Bois School an diese Tradition anknüpfte, ist nicht bekannt. Unter den Schulen im Exil ist sie die bis heute am wenigsten erforschte. Zu ihrer Existenz finden sich nur wenige Hinweise und kaum Dokumente.
Die Theydon Bois School war an einem Aufbau Deutschlands und Österreichs nach dem Ende des Kriegs orientiert. Eingebunden in die politische Exilbewegung und Exilarbeit sollte sie der Vorbereitung der jungen deutschen und österreichischen Flüchtlinge auf die Zeit nach deren Rückkehr in die Heimat dienen. In einem Flugblatt von 1943 heißt es dazu:

“These children who want to return to Germany after the war need a certain amount of instruction in German language, writing, literature, history and geography if they want to be able to play their part in the building up a new and better Germany and we count on you that you will help us to build up this school. Every contribution is one step nearer to achieving our aim which is to prepare these children to play their full part in a free and democratic post-war world.”

„Diese Kinder, die nach dem Krieg nach Deutschland zurückkehren wollen, brauchen einen gewissen Unterricht in deutscher Sprache, Schrift, Literatur, Geschichte und Geographie, wenn sie ihren Teil zum Aufbau eines neuen und besseren Deutschlands beitragen wollen, und wir zählen auf Sie, dass Sie uns beim Aufbau dieser Schule helfen werden. Jeder Beitrag bringt uns unserem Ziel einen Schritt näher, diese Kinder darauf vorzubereiten, ihre volle Rolle in einer freien und demokratischen Nachkriegswelt zu spielen.“

In dem gleichen Flugblatt wurde der Finanzbedarf für das erste Jahr der Schule auf 2000 englische Pfund beziffert. Außer über Spenden wurde dieses Geld vor allem über Ausstellungen akquiriert, die der Freie Deutsche Kulturbund mit Kinderzeichnungen bestückte.

## The War as Seen by Children
Der „Refugee Childrens’ Evacuation Fund“ hatte 1941 unter dem Titel Children’s Art from all Countries eine Ausstellung zusammengestellt, die Kinderzeichnungen aus zwölf Nationen enthielt. Sie fand im Klubhaus des FDKB in Hampstead statt und wurde dort unter reger öffentlicher Anteilnahme von Julian Huxley, dem späteren ersten Generaldirektor der UNESCO, eröffnet. Der Erfolg gab den Anstoß dafür, eine noch größere Ausstellung zu organisieren. Dazu wurden Emigrantenkinder aufgefordert, zu malen und zu basteln und die Ergebnisse ihrer Arbeiten auch zum Verkauf zur Verfügung zu stellen. Die Resonanz war groß, und auch die schon erwähnten baskischen Emigrantenkinder beteiligten sich.
Gestützt auf diesen Fundus an Arbeiten wurde am 4. Januar 1943 die deutlich größere Ausstellung The War as Seen by Children in den Londoner „Cooling Galleries“ (New Bond Street) eröffnet. Hauptredner bei deren Eröffnung war Oskar Kokoschka. Er und John Reed halfen auch mit, aus dem gesamten Material weitere Ausstellungen zu konzipieren. Drei reisten durch Britannien, eine wurde per Flugzeug in die USA gebracht – immer verbunden mit der Bitte um Spenden für die deutschen Emigrantenkinder. Fladung spricht von 62 Ausstellungsorten und etwa vier Millionen Besuchern.
Aus der Ausstellung ging das kleine Buch The War as Seen by Children hervor, das 1944 mit einer Auswahl der Kinderzeichnungen und zusammen mit der Rede von Oskar Kokoschka zur Ausstellungseröffnung erschien, herausgegeben wiederum vom „Refugee children's Evacuation Fund“.
Diese Aktionen waren sehr erfolgreich. Durch sie konnten sowohl Emigrantenkinder in Heimen unterstützt als auch der finanzielle Grundstock für den Aufbau der Theydon Bois School geschaffen werden.

## Nachkriegszeit
Eine Auswahl der von den Kindern für die Ausstellungen und das Buch geschaffenen Werke kam mit Unterstützung der britischen Militärbehörden nach dem Ende des Zweiten Weltkriegs nach Deutschland und konnte in Nordrhein-Westfalen ausgestellt werden. Der Freie Deutsche Kulturbund selber, dem immer wieder eine große Nähe zur Kommunistischen Partei attestiert wurde, löste sich im Frühjahr 1946 auf:

„Seine Bedeutung wird im Nachhinein von ehemaligen Mitgliedern sehr unterschiedlich bewertet. Einige Künstler, die in die sowjetische Besatzungszone bzw. die DDR remigrierten, maßen ihrem Engagement für den FDKB eine politische Bedeutung zu, indem sie sich dort auf ihre künftige Teilhabe am Aufbau der DDR vorbereiten konnten. Für die Mitglieder hingegen, die nicht an eine Rückkehr nach Deutschland dachten, hatte der Kulturbund eher einen gesellschaftlichen und kulturellen Zweck erfüllt, indem er „die sozialen und geselligen Interessen der Flüchtlinge“ wahrnahm, wie es in der Satzung formuliert war.“